# Vitbrämad hoppspindel
Vitbrämad hoppspindel (Pseudicius encarpatus) är en spindelart som först beskrevs av Charles Athanase Walckenaer 1802.  
Vitbrämad hoppspindel ingår i släktet Pseudicius och familjen hoppspindlar. Enligt den finländska rödlistan är arten nära hotad i Finland. Enligt den svenska rödlistan är arten nära hotad i Sverige. Arten förekommer i Götaland och Svealand. Artens livsmiljö är sandstränder vid Östersjön. Inga underarter finns listade i Catalogue of Life.